# Rajd Dakar 1980
Rajd Dakar 1980 – druga edycja tego rajdu. Wystartował 1 stycznia 1980 z Paryża, zakończył się 23 stycznia 1980 w Dakarze. W rajdzie wystartowało 90 motocykli, 116 samochodów i 10 ciężarówek. Ostatecznie rywalizację ukończyło 25 motocykle, 49 samochodów i 7 ciężarówek. Całkowita długość trasy wynosiła 10 000 km, w tym 4 059 km odcinków specjalnych.

## Etapy
| Etap | Data                    | Skąd                    | Dokąd                   | Odległość               |                         |
| ---- | ----------------------- | ----------------------- | ----------------------- | ----------------------- | ----------------------- |
| 1    | 1 stycznia              | Paryż                   | Olivet                  |                         |                         |
| 2    | 2 stycznia              | Olivet                  | Marsylia                |                         |                         |
|      | 3 stycznia - 5 stycznia | Przeprowadzka do Afryki | Przeprowadzka do Afryki | Przeprowadzka do Afryki | Przeprowadzka do Afryki |
| 3    | 6 stycznia              | Algier                  | In Salah                | 957 km                  |                         |
| 4    | 7 stycznia              | In Salah                | Reggane                 | 270 km                  |                         |
| 5    | 8 stycznia              | Reggane                 | Bordj Mokhtar           | 630 km                  |                         |
| 6    | 9 stycznia              | Bordj Mokhtar           | Gao                     | 675 km                  |                         |
|      | 10 stycznia             | Dzień przerwy           | Dzień przerwy           | Dzień przerwy           | Dzień przerwy           |
| 7    | 11 stycznia             | Gao                     | Mopti                   | 595 km                  |                         |
| 8    | 12 stycznia             | Mopti                   | Niono                   |                         |                         |
| 9    | 13 stycznia             | Niono                   | Timbuctú                | 570 km                  |                         |
| 10   | 14 stycznia             | Timbuctú                | Gao                     | 424 km                  |                         |
| 11   | 15 stycznia             | Gao                     | Bobo Dioulasso          | 1 300 km                |                         |
| 12   | 16 stycznia             | Bobo Dioulasso          | Kolokani                | 120 km                  |                         |
|      | 17 stycznia             | Dzień przerwy           | Dzień przerwy           | Dzień przerwy           | Dzień przerwy           |
| 13   | 18 stycznia             | Kolokani                | Nioro                   | 280 km                  |                         |
| 14   | 19 stycznia             | Nioro                   | Kayes                   | 247 km                  |                         |
| 15   | 20 stycznia             | Kayes                   | Bakel                   | 68 km                   |                         |
| 16   | 21 stycznia             | Bakel                   | Linguere                | 370 km                  |                         |
| 17   | 22 stycznia             | Linguere                | Lompoul                 | 87 km                   |                         |
| 18   | 23 stycznia             | Lompoul                 | Dakar                   | 120 km                  |                         |

## Klasyfikacja końcowa

### Motocykle
| Pozycja                          | Kierowca         | Motocykl     |
| -------------------------------- | ---------------- | ------------ |
| 1                                | Cyril Neveu      | Yamaha XT500 |
| 2                                | Michel Merel     | Yamaha       |
| 3                                | Jean Noel Pineau | Honda        |
| Rajd ukończyło 25 motocykli z 90 |                  |              |

### Samochody
| Pozycja                            | Kierowca           | Pilot            | Samochód          |
| ---------------------------------- | ------------------ | ---------------- | ----------------- |
| 1                                  | Freddy Kottulinsky | Gerd Löffelmann  | Volkswagen Iltis  |
| 2                                  | Patrick Zaniroli   | Philippe Colesse | Volkswagen        |
| 3                                  | Claude Marreau     | Bernard Marreau  | Renault 4L Sinpar |
| Rajd ukończyło 49 samochodów z 116 |                    |                  |                   |

### Ciężarówki
| Pozycja                          | Kierowca      | Piloci          | Ciężarówka |
| -------------------------------- | ------------- | --------------- | ---------- |
| 1                                | Zohra Ataouat | Boukrif Kaoula  | Sonacome   |
| 2                                | Ségolène Heu  | Delobel Versino | MAN        |
| 3                                | Mokran Bouzid | Daid Mekhelef   | Sonacome   |
| Rajd ukończyło 7 ciężarówek z 10 |               |                 |            |